# Melissa Dowse
Melissa Dowse (27 april 1982) is een voormalig tennisspeelster uit Australië.
In 2000 en 2001 kreeg zij een wildcard voor het Australian Open, en speelde zij op een grandslamtoernooi.
In 2001 en 2002 won zij vier dubbelspeltitels op het ITF-circuit, waarvan drie met landgenote Samantha Stosur.

## Posities op deWTA-ranglijst
Positie per einde seizoen:
| jaar | rang enkelspel | rang dubbelspel |
| ---- | -------------- | --------------- |
| 1998 | 760            | –               |
| 1999 | 434            | 867             |
| 2000 | 461            | 541             |
| 2001 | 285            | 397             |
| 2002 | 321            | 500             |
| 2003 | 954            | –               |

## Resultaten grandslamtoernooien
| Legenda | Legenda                          |
| ------- | -------------------------------- |
| g.t.    | geen toernooi gehouden           |
| l.c.    | lagere categorie                 |
| –       | niet deelgenomen                 |
| G       | uitgeschakeld in de groepsfase   |
| 1R      | uitgeschakeld in de eerste ronde |
| 2R      | uitgeschakeld in de tweede ronde |
| 3R      | uitgeschakeld in de derde ronde  |
| 4R      | uitgeschakeld in de vierde ronde |
| KF      | uitgeschakeld in de kwartfinale  |
| HF      | uitgeschakeld in de halve finale |
| F       | de finale verloren               |
| W       | het toernooi gewonnen            |
| w-v     | winst/verlies-balans             |

### Enkelspel
| toernooi        | 2000 | 2001 |
| --------------- | ---- | ---- |
| Australian Open | 1R   | 2R   |
| Roland Garros   | –    | –    |
| Wimbledon       | –    | –    |
| US Open         | –    | –    |